# Marcellin Verbe
Pour les articles homonymes, voir Verbe.
Marcellin Verbe, né le 1er avril 1914 à Nantes et mort le 22 septembre 2000 à Saint-Sébastien-sur-Loire, est un médecin, résistant, déporté et homme politique français. Il est maire de Saint-Sébastien-sur-Loire de 1953 à 1983.

## Biographie

### Jeunesse et Seconde Guerre mondiale
Élève à Nantes au lycée Georges-Clemenceau de 1925 à 1933, il est ensuite diplômé de médecine à Paris en 1939. En septembre 1939, lorsque la Seconde Guerre mondiale éclate, il est mobilisé comme médecin auxiliaire dans les Vosges. En juin 1940, il est fait prisonnier, s'évade puis est repris. Huit mois plus tard, il est rapatrié pour raison sanitaire.
Il s'installe à Saint-Sébastien-sur-Loire, dans la banlieue nantaise, où il mène des actions de résistance dès 1942 face à l'occupant allemand, officiant comme agent de liaison avec les Alliés. Membre des réseaux France combattante, Foch et Éleuthère, il est aussi l'un des membres fondateurs du mouvement résistant Front national où il fait partie du comité directeur. Le 17 avril 1944, il est arrêté par la Gestapo puis déporté au camp de concentration de Buchenwald. Il s'échappe un an plus tard, le 14 avril 1945, pour rejoindre l'armée américaine qui le nomme officier de rapatriement puis médecin auxiliaire auprès des prisonniers de guerre d'Eisenach et Gotha.

### Maire de Saint-Sébastien-sur-Loire
Lorsqu'il rentre en France en juillet 1945, sa femme, Aimée Verbe, est devenue deux mois auparavant l'une des plus jeunes et l'une des premières femmes maires de France après la victoire de la gauche aux élections municipales. Elle est battue deux ans plus tard par le conservateur Constant Piveteau. Le docteur Marcellin Verbe décide alors de se présenter aux élections suivantes en 1953 dans une liste « Action sociale et économique pour la défense des intérêts locaux », et remporte l'élection face au maire sortant. Cinq ans plus tard, il est élu conseiller général, mandat qu'il conservera jusqu'en 1982.
En tant que maire, il réalise le jumelage avec la ville allemande de Glinde en 1964, toujours actif de nos jours. En 1983, il se présente pour un sixième mandat. Mais au premier tour, il n’obtient que 28 % des voix et est devancé par le socialiste Yves Laurent, avec 42 %, et la liste de droite de Paule Marret, qui totalise 30 %. Il décide alors de se désister. Yves Laurent lui succède et le fait nommer, immédiatement après son élection, maire honoraire.
Marcellin Verbe décède le 22 septembre 2000 à Saint-Sébastien-sur-Loire, la mairie de la commune publie alors en son honneur un livre intitulé Marcellin Verbe : Les engagements d'un homme.

## Distinctions
- Maire honoraire de Saint-Sébastien-sur-Loire à partir de 1983
- Conseiller général honoraire de Loire-Atlantique à partir de 1994[1]
- Citoyen honoraire de Glinde[8]

## Hommages
- La place de l'hôtel de ville de Saint-Sébastien-sur-Loire est renommée en son honneur place Marcellin-Verbe[9]. De plus, une de ses citations orne le fronton de la mairie.
- Le centre aéré Marcellin Verbe de Saint-Sébastien, attenant au centre Aimée Verbe est aussi baptisé en son honneur.
- À Glinde (ville allemande jumelée avec Saint-Sébastien-sur-Loire), un centre communautaire s'appelle Marcellin Verbe Haus.
- À l'occasion du centenaire de sa naissance en 2014, la ville de Glinde a organisé des festivités[8].